# 東京大学新世代感染症センター
東京⼤学新世代感染症センターは、東京大学各分野の世界レベルの研究者が集まり、日本政府主導の「ワクチン開発・生産体制強化戦略」に基づく、最先端の研究開発を進めるための組織及び研究施設。略称はUTOPIA（ユートピア）、別称はThe UTOPIA Center。
初代センター長は河岡義裕。研究施設は東京大学柏地区キャンパスにも新設予定。
本センター創設前は、東京フラッグシップキャンパスや、フラッグシップ拠点（AMEDでの名称）といわれていた。

## 概要
2020年初頭から、新型コロナウイルス感染症がパンデミック（世界的大流行）となり、アメリカ、欧州、ロシア、中国は、迅速にCOVID-19ワクチンを自国で開発し供給した。しかし日本は国産ワクチンを供給できないという問題が起き世界から遅れをとった。
危機感を抱いた日本政府は、政府が主導し長期継続的に取り組む国家戦略として、2021年6月1日に「ワクチン開発・生産体制強化戦略」を閣議決定。今後も起きると思われる新たなパンデミック時の迅速なワクチン開発供給に向けて、2022年3月、日本医療研究開発機構（AMED）内に、ワクチン世界トップレベル研究開発拠点の形成事業「先進的研究開発戦略センター（SCARDA）」が発足された。
SCARDAが担う事業の一つがワクチン開発のための世界トップレベル拠点形成群。フラッグシップ拠点、4つのシナジー拠点、6つのサポート機関で構成される事業に、東京大学がフラッグシップ拠点とサポート機関に採択された。

## シナジー拠点
- 北海道大学ワクチン研究開発拠点
- 千葉大学未来粘膜ワクチン研究開発シナジー拠点
- 大阪大学ワクチン開発拠点
- 長崎大学感染症研究出島特区

## サポート機関
- 実験動物中央研究所 - 小型実験動物
- 医薬基盤・健康・栄養研究所 - 大小型実験動物
- 滋賀医科大学 - 大小型実験動物
- 京都大学 - ヒト免疫についての解析等
- 理化学研究所 - ヒト免疫についての解析等
- 東京大学 - ゲノム解析等

## 歴代センター長
- 初代 河岡義裕 - 2022年10月〜現在

## 所在地・アクセス
東京大学医科学研究所内
- 〒108-8639 東京都港区白金台4-6-1
- 東京メトロ南北線・都営地下鉄三田線白金台駅より徒歩0分、JR山手線目黒駅より徒歩15分

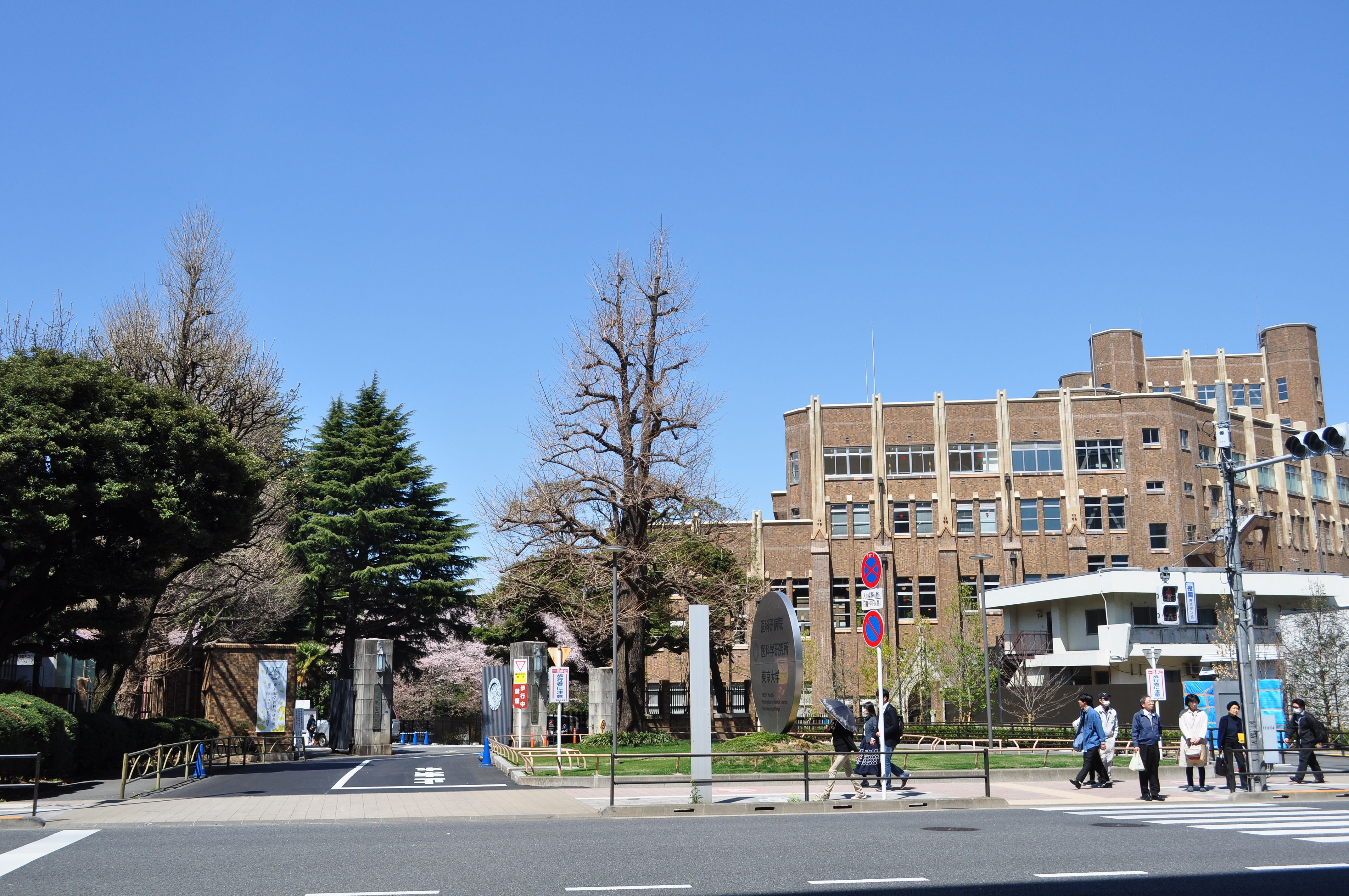
目黒通りより見る（2018年3月30日撮影）
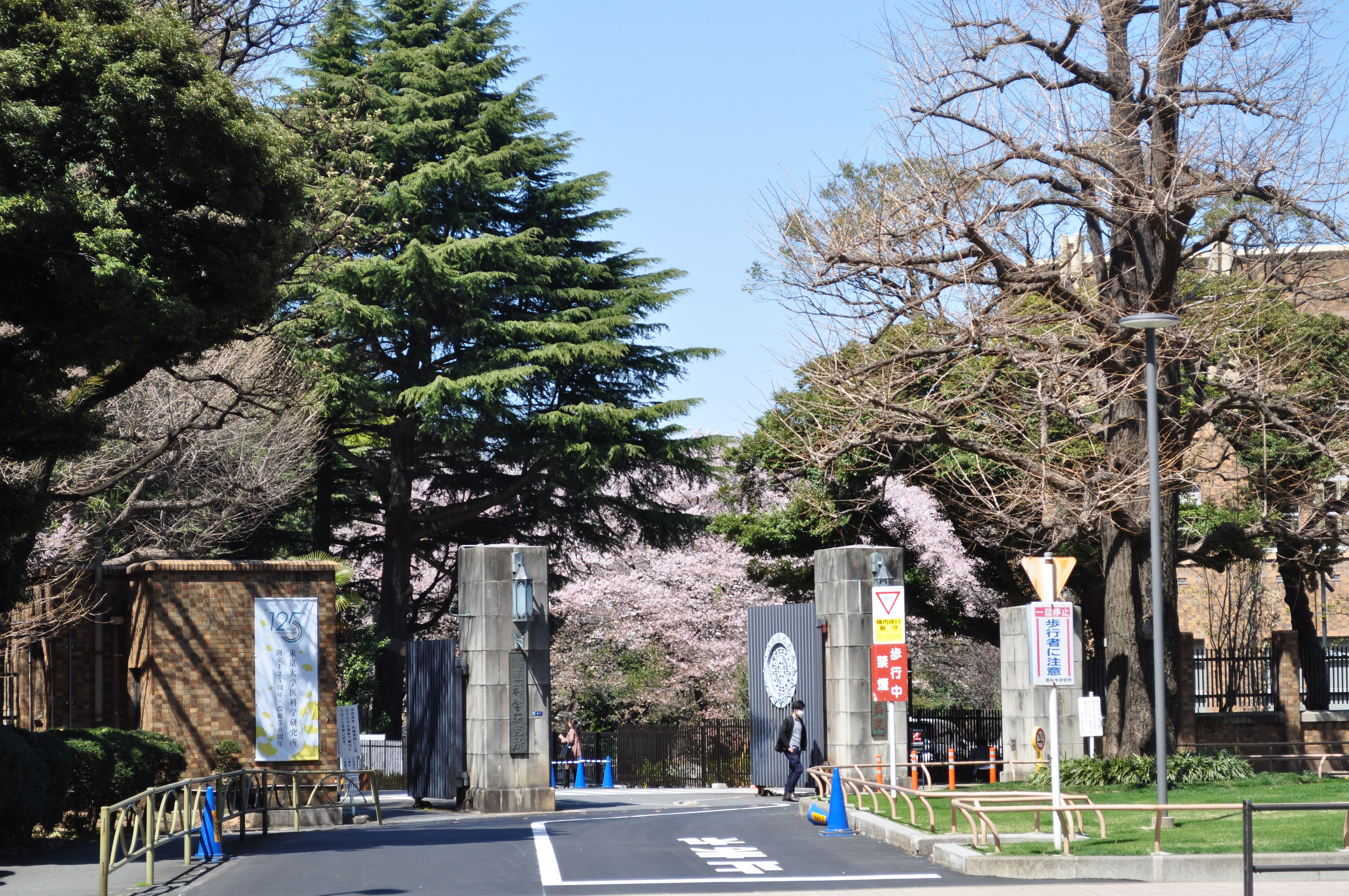
公道からの入り口（2018年3月30日撮影）
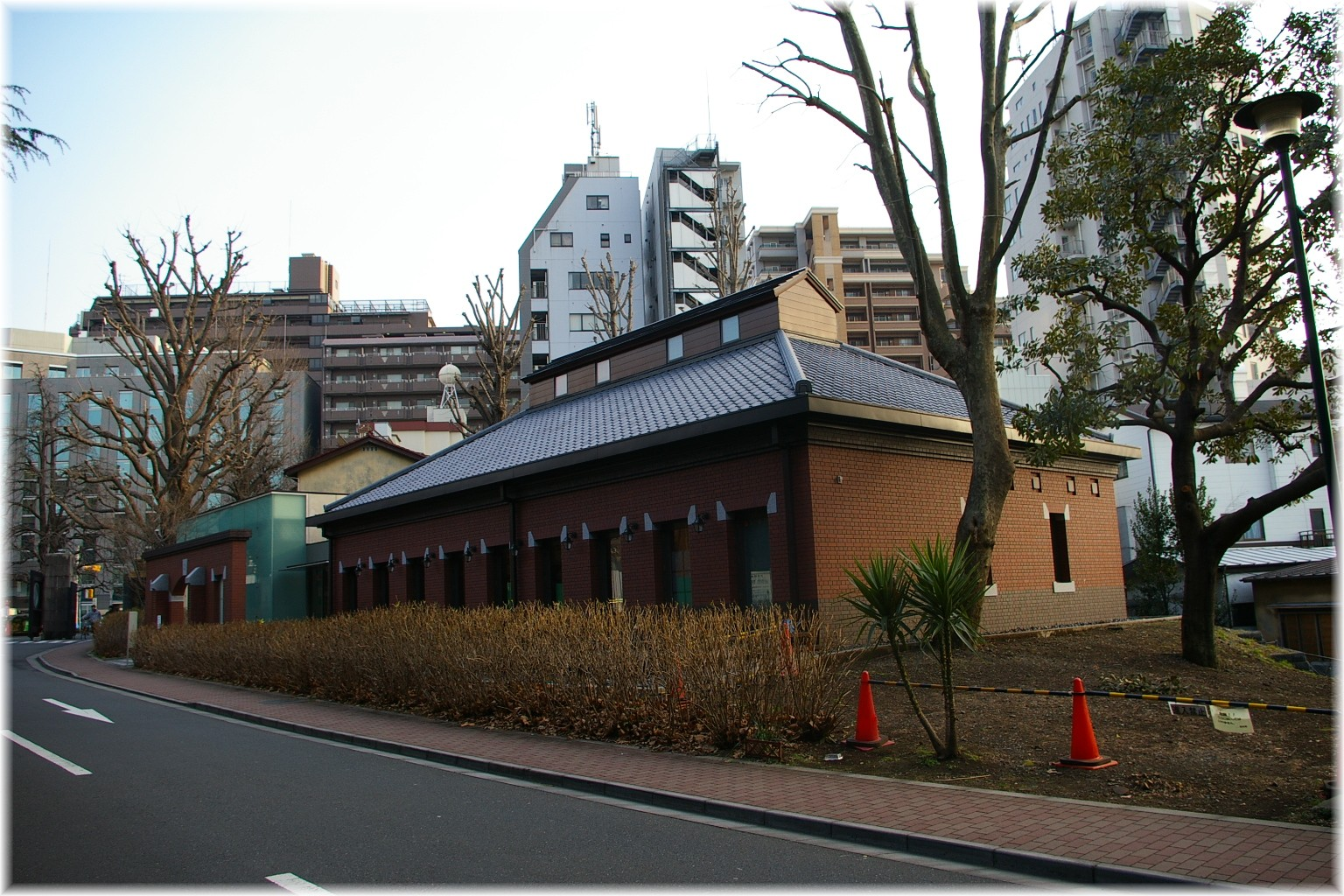
伝染病研究所の外観を再現した近代医科学記念館（2007年1月27日撮影）